# Eutrema japonicum
Eutrema japonicum (synoniem: Wasabia japonica) is een vaste plant die behoort tot de kruisbloemenfamilie. Het rizoom wordt onder de naam wasabi gebruikt als een zeer scherpe specerij in de Japanse keuken voor het kruiden van vooral sushi en andere visgerechten. Wasabi komt van nature voor in moerassige gebieden in Japan en op het eiland Sachalin. Als cultuurplant komt deze ook elders in de wereld voor.
De plant wordt 20 - 60 (75) cm hoog en vormt een ongeveer 3 cm dik, verticaal groeiend, vlezig rizoom. De plant is overwegend glad en alleen aan de bovenste delen spaarzaam behaard. De rechtopgaande tot liggende stengel is onvertakt. De onderste bladeren vormen een bladrozet. De onderste bladeren zijn hart- tot niervormig en hebben meestal een 10 - 20 (6 - 26) cm lange bladsteel. De bladrand is glad tot getand. De middelste stengelbladeren zijn breed-eirond tot eirond-hartvormig en 1,5 - 4 (6) cm lang en 2 - 4 (6) cm breed.
De plant bloeit van maart tot mei met losse trossen, die onderaan schutbladen hebben. De vier langwerpige kelkbladen zijn 3 - 4 mm lang en 2 - 2,5 mm breed. De vier, witte, spatelvormige kroonbladen zijn 6 - 8 (9) mm lang en 2 - 3 mm breed. De witte meeldraden zijn 3,5 - 5 mm lang. De helmhokjes zijn 0,6 - 0,8 mm lang. Het vruchtbeginsel heeft 6 - 8 zaadknoppen. De stamper is 2 - 3 mm lang.
De dunne, 1 - 3,5 (5) cm lange vruchtstelen zijn opgaand tot spreidend. De vrucht is een 1 - 2 cm lange en 1,5 - 2 mm brede, ronde hauw. De vruchtkleppen hebben een onduidelijke middennerf. Het tussenschot is meestal volledig ontwikkeld. De langwerpige zaden zijn 2 - 3 × 1 - 1,5 mm groot. De zaadhuid is zwak netvormig getekend en verslijmt als deze nat wordt. De vruchten rijpen in mei en juni.